# Frances Brandon

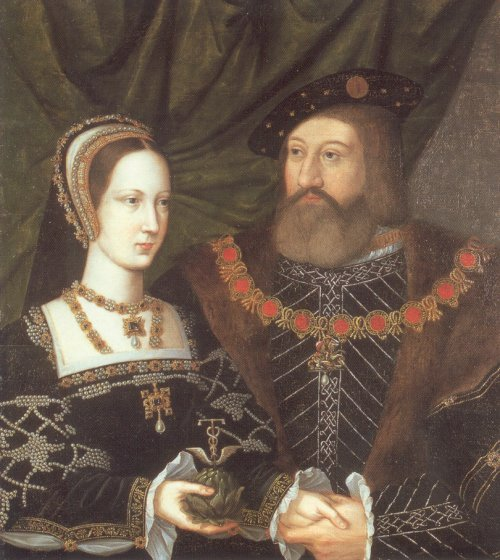
Maria Tudor e Charles Brandon

Frances Brandon, Marchesa di Dorset (Hatfield, 16 luglio 1517 – Londra, 20 novembre 1559), era figlia di Charles Brandon e di Maria Tudor, sorella di Enrico VIII d'Inghilterra. Frances fu madre di Jane Grey che regnò brevemente sull'Inghilterra a seguito della morte del cugino Edoardo VI d'Inghilterra e la sorella di Henry Brandon, I conte di Lincoln e di Eleanor Brandon, che morirono entrambi prima di lei. Suo nonno paterno era William Brandon (1456-22 agosto 1485) che morì alla Battaglia di Bosworth Field combattendo per Enrico VII d'Inghilterra, che di Frances era il nonno materno. Di conseguenza suoi zii materni furono Enrico VIII d'Inghilterra e Margherita Tudor due parentele che le diedero una notevole influenza sulla corsa al trono come poi si vide nel 1553 anno della morte di Edoardo.

## I legami d'affetto e di parentela con Enrico VIII
Frances Brandon nacque ad Hatfield il 16 luglio 1517 da Charles Brandon, I duca di Suffolk e Maria Tudor, sorella minore di Enrico VIII d'Inghilterra, e passò i primi anni nell'Hampshire con la madre, che del re era la sorella prediletta, tanto che egli fece chiamare la figlia con lo stesso nome della sorella: Maria. Frances era piuttosto vicina alla zia acquisita Caterina d'Aragona, prima moglie del re, e durante l'infanzia frequentò la cugina Maria. Quando poi Enrico volle divorziare da Caterina, sua madre fu una delle più ferme sostenitrici della regina e quando il fratello si risposò nel 1533 con Anna Bolena Maria non fece nulla per avvicinarsi alla nuova cognata.
Nello stesso anno Enrico le diede il permesso di sposarsi con Henry Grey, I duca di Suffolk, i due convolarono a nozze a Southwark ed insieme ebbero cinque figli, un maschio e quattro femmine: 
- Henry Grey, Lord Harington, morto infante;
- Figlia nata morta o morta al parto;
- Jane Grey (1537 – 1554), che divenne regina d'Inghilterra per nove giorni;
- Catherine Grey (1540 – 1568); che sposò prima Henry Herbert, II conte di Pembroke e poi Edward Seymour, I conte di Hertford;
- Mary Grey (1545 – 1578), affetta da nanismo, che sposò Thomas Keyes.

Frances veniva considerata come una donna energica e volitiva e la sua casa di Bradgate era in Stile Tudor. Dopo la morte del fratello e della sorella, il titolo di Duca di Suffolk tornò alla corona, che a sua volta lo donò al marito di Frances. Ella certamente nutriva forti aspettative sulle figlie, che aveva fatto educare perché fossero in grado di contrarre un buon matrimonio e in maniera assai simile alle cugine Maria ed Elisabetta, con cui furono sempre in buoni rapporti.
Di sicuro le sue aspettative nascevano dal fatto che Enrico aveva previsto una generosa concessione per la famiglia della sorella: nel suo testamento indicò che, morti eventualmente i figli Edoardo, Maria ed Elisabetta senza figli, fossero i discendenti dell'amata sorella a salire sul trono d'Inghilterra. Il privilegio stava nel fatto che Enrico e Maria Tudor avevano una sorella maggiore, Margherita Tudor, che era andata in sposa al re di Scozia. Alla morte di Enrico e dei suoi figli senza eredi sarebbe quindi toccata ai discendenti di Maria, e non di Margherita, ereditare la corona.
Il privilegio nascondeva dunque un fine politico: Enrico non voleva che sull'Inghilterra regnasse un sovrano straniero, e per di più scozzese.

## Cercando di prendere la corona
Frances fu una presenza importante alla corte e fu in buoni rapporti con Caterina Parr, l'ultima delle mogli dello zio e sempre a corte ella entrò in contatto con il cuginetto Edoardo destinato a succedere al padre.
Nel 1546 si diffuse la voce che Enrico volesse divorziare da Caterina per sposare Catherine Willoughby, vedova di Charles Brandon che di Frances era la matrigna, tali voci erano per altro quasi sicuramente infondate e il 28 gennaio 1547 Enrico morì.
Al trono salì Edoardo VI d'Inghilterra e la figlia maggiore di Frances, Jane, anch'ella di dieci anni, andò a vivere con Caterina Parr nella sua nuova residenza, divenendo in breve tempo membro del circolo privato del giovane sovrano. Durante il regno di Edoardo, Frances si trovava terza in linea di successione, dietro le principesse Maria ed Elisabetta e le sue figlie erano rispettivamente in quarta, quinta e sesta posizione. Prima di loro avrebbero dovuto esserci i figli di Margherita Tudor, ma Enrico aveva fatto rimuovere la sua prole dalla linea di successione, cosa che era stata specificata nel testamento. Solo dopo la caduta dei Grey e, cinquant'anni più tardi, la morte senza figli di Elisabetta sarebbe stato possibile per Giacomo VI di Scozia, figlio di Maria Stuarda, reclamare il trono inglese.
Caterina Parr intanto si era risposata, nel maggio 1547 con Thomas Seymour, I barone Seymour di Sudeley, e anche in quel caso Jane era andata a vivere con lei, mentre i suoi genitori iniziavano a muoversi per concludere un matrimonio fra lei e il giovane sovrano. Tramite le nozze Edoardo si sarebbe assicurato la successione e i Grey avrebbero aumentato notevolmente la loro influenza, il Lord Protettore Edward Seymour, I duca di Somerset doveva essere però di altro avviso poiché stava cercando moglie per Edoardo fra le figlie del defunto Francesco I di Francia e di Carlo V d'Asburgo.
Caterina Parr il 30 agosto 1548 diede alla luce una figlia, Mary Seymour, e morì poco dopo per complicazioni legate al parto, Frances richiamò quindi la figlia a casa, mentre il vedovo Thomas Seymour pressava i Grey perché gli cedessero la tutela di Jane e la rimandassero presso di lui. Alla fine Frances e il marito cedettero e la ragazza tornò ad abitare con Seymour, il quale intanto cercava di persuadere il re a sposare la giovane Jane. Edoardo però iniziava ad essere diffidente nei confronti degli zii fino a che Thomas una sera non entrò nella stanza del sovrano nel disperato tentativo di rapirlo. Fu arrestato e giustiziato il 10 marzo 1549.
La preoccupazione dei Grey fu quella di convincere il Consiglio privato della loro innocenza. Jane tornò a casa per l'ennesima volta e il progetto di sposarla a Edoardo fu abbandonato giacché la salute del re era fragile e si temeva che non sarebbe vissuto a lungo.
È possibile che per un certo periodo abbiano pensato di maritarla a Edward Seymour, I conte di Hertford, figlio del Lord Protettore, ma nel 1552 egli venne arrestato e giustiziato venendo rimpiazzato da John Dudley, I duca di Northumberland.
I Grey si allearono prontamente con i Dudley e venne organizzato il matrimonio fra Jane e il loro figlio Guilford Dudley, egli era solo il quartogenito e di sicuro non rappresentava un ottimo partito per una ragazza così vicina alla famiglia reale. A questo proposito William Cecil, I barone Burghley ebbe a dire che a suo parere le nozze erano state mediate da William Parr e dalla sua seconda moglie che ne erano stati i sensali.
I Grey non dovettero essere del tutto contenti giacché questo avrebbe potuto significare che la corona sarebbe a suo tempo finita nelle mani dei Dudley, ma alla fine acconsentirono poiché Edoardo diede il proprio appoggio all'unione, Jane e Guilford si sposarono il 15 maggio 1553 con un grande progetto disegnato su di loro.

## Il complotto di Dudley
Henry si accordò con Dudley perché il moribondo Edoardo VI d'Inghilterra estromettesse dal suo testamento le sorellastre illegittime Maria ed Elisabetta Tudor. D'altronde se Edoardo era un fervente credente anglicano, la sorellastra Maria era del tutto aderente al Cattolicesimo e la sua ascesa al trono avrebbe fermato la Riforma protestante in Inghilterra. Le due vennero quindi escluse sulla base del fatto che Enrico le aveva fatte dichiarare illegittime in uno dei suoi numerosi testamenti e perché entrambe erano nati da matrimoni che erano poi stati dichiarati nulli. Questo faceva di Frances la naturale erede al trono, ma Edoardo decise di sorpassarla. Ella ovviamente s'offese profondamente, ma pare che un colloquio col re la persuase a fare un passo indietro e a cedere i propri diritti alla figlia Jane e a ogni altro erede maschio nato dal suo matrimonio. Edoardo morì il 6 luglio 1553 e Jane venne dichiarata regina.

## La rovina
Frances rimase con la figlia sia durante la proclamazione sia durante il canonico periodo di soggiorno alla Torre di Londra del nuovo sovrano. La corona però rimase per breve tempo nelle mani di Jane: Maria infatti riuscì a sollevare il popolo (che non aveva mai smesso di amarla nonostante il ripudio della madre Caterina d'Aragona), a suo favore e a ottenere l'appoggio del papa, felice di riavere sul trono d'Inghilterra un sovrano cattolico. Il 19 luglio Maria I d'Inghilterra venne proclamata regina, Jane aveva regnato per soli otto giorni. John Dudley pagò con la vita le sue macchinazioni e venne giustiziato il 22 o il 23 agosto dello stesso anno. Anche Henry Grey venne arrestato, ma Frances riuscì a farlo rilasciare dopo essere andata a implorare Maria perché risparmiasse suo marito. Ella fece ben di più cercando di far ricadere tutto il biasimo su Dudley e ottenere il perdono per la propria famiglia, sottolineò che mentre Jane era dal suocero era caduta ammalata forse per via di cibo avvelenato, e di questo incolpò Dudley, così come fece ricadere su di lui anche il sospetto per la malattia che aveva colpito il suo stesso figlio così che sembrasse che aveva provato ad avvelenarli.
Maria si lasciò persuadere e disse che avrebbe perdonato sia Jane sia Guilford una volta che fosse stata incoronata.
Quando il 25 gennaio 1554 Thomas Wyatt, il giovane capeggiò una rivolta contro Maria, Henry Grey si unì alla rivolta, ma venne catturato da Francis Hastings, II conte di Huntingdon e la ribellione entro febbraio fu sedata. Il loro scopo era stato quello di deporre Maria a favore di Elisabetta, che pure pare non ebbe parte nella vicenda. A questo punto anche Jane tornò a essere un pericolo, tanto che la regina si risolse a far decapitare lei e Guilford il 12 febbraio. Stessa sorte toccò a suo padre (che di certo non le era stato d'aiuto unendosi a Wyatt), giustiziato il 23 dello stesso mese.
Frances ora si trovava vedova con due figlie a malapena adolescenti, la maggiore giustiziata e il marito condannato a morte per tradimento, il che equivaleva a essere di fatto in rovina, giacché in quanto moglie non possedeva niente di suo, e le proprietà di Henry a causa del suo tradimento erano tornate alla corona.
Ancora una volta Frances implorò il perdono di Maria perché lei e le sue figlie godessero della possibilità di riabilitarsi. Ancora una volta la sovrana cedette e alcune delle proprietà di famiglia tornarono a Frances.

## La salvezza
Le due figlie di Frances, Catherine e Mary, andarono a corte a servizio della regina e vi furono ancora voci cariche di sospetto nel 1555, quando l'ambasciatore Simon Renard scrisse che si vociferava di un possibile matrimonio fra Frances ed Edward Courtenay, I conte di Devon imparentato per via paterna con Edoardo IV d'Inghilterra e quindi discendente dei Plantageneti. Questo matrimonio avrebbe reso i loro eventuali figli in grado di reclamare il trono d'Inghilterra, ma Edward era riluttante (del resto stava progettando di sposare la ben più giovane Elisabetta) e Frances finì per sposarsi con Adrian Stokes (4 marzo 1519-30 novembre 1586) un cortigiano di natali più bassi, ma più sicuri.
Frances e Adrian si sposarono nel 1555 ed ebbero tre figli che morirono però prima di nascere o appena nati:
- Elizabeth Stokes (nata morta)
- Elizabeth Stokes (luglio 1555-febbraio 1556)
- Un figlio maschio (nato morto)

Frances morì il 20 novembre 1559 e venne sepolta all'Abbazia di Westminster a spese di Elisabetta I d'Inghilterra
In seguito, nessun discendente di Frances riuscì a sopravvivere dopo il 1603, anno di morte della nubile Elisabetta I.

## Genealogia
|                                 |                                 |                                 |                                 |                                 |                                 |                         |                         |                    |                    |                    |                    |              |              | Enrico VII d'Inghilterra | Enrico VII d'Inghilterra | Enrico VII d'Inghilterra | Enrico VII d'Inghilterra | Enrico VII d'Inghilterra | Enrico VII d'Inghilterra |                            |                            |                            |                            |                            |                            | Elisabetta di York       | Elisabetta di York       | Elisabetta di York       | Elisabetta di York       | Elisabetta di York       | Elisabetta di York       |               |               |                 |                 |                 |                 |                 |                 |                  |                  |                  |                  |                   |                   |                   |                   |                   |                   |  |  |  |  |  |  |  |  |  |  |  |  |  |  |  |  |  |  |  |  |  |  |  |  |  |  |  |  |  |  |  |  |  |  |  |  |  |  |  |  |  |  |  |  |
|                                 |                                 |                                 |                                 |                                 |                                 |                         |                         |                    |                    |                    |                    |              |              | Enrico VII d'Inghilterra | Enrico VII d'Inghilterra | Enrico VII d'Inghilterra | Enrico VII d'Inghilterra | Enrico VII d'Inghilterra | Enrico VII d'Inghilterra |                            |                            |                            |                            |                            |                            | Elisabetta di York       | Elisabetta di York       | Elisabetta di York       | Elisabetta di York       | Elisabetta di York       | Elisabetta di York       |               |               |                 |                 |                 |                 |                 |                 |                  |                  |                  |                  |                   |                   |                   |                   |                   |                   |  |  |  |  |  |  |  |  |  |  |  |  |  |  |  |  |  |  |  |  |  |  |  |  |  |  |  |  |  |  |  |  |  |  |  |  |  |  |  |  |  |  |  |  |
|                                 |                                 |                                 |                                 |                                 |                                 |                         |                         |                    |                    |                    |                    |              |              |                          |                          |                          |                          |                          |                          |                            |                            |                            |                            |                            |                            |                          |                          |                          |                          |                          |                          |               |               |                 |                 |                 |                 |                 |                 |                  |                  |                  |                  |                   |                   |                   |                   |                   |                   |  |  |  |  |  |  |  |  |  |  |  |  |  |  |  |  |  |  |  |  |  |  |  |  |  |  |  |  |  |  |  |  |  |  |  |  |  |  |  |  |  |  |  |  |
|                                 |                                 |                                 |                                 |                                 |                                 |                         |                         |                    |                    |                    |                    |              |              |                          |                          |                          |                          |                          |                          |                            |                            |                            |                            |                            |                            |                          |                          |                          |                          |                          |                          |               |               |                 |                 |                 |                 |                 |                 |                  |                  |                  |                  |                   |                   |                   |                   |                   |                   |  |  |  |  |  |  |  |  |  |  |  |  |  |  |  |  |  |  |  |  |  |  |  |  |  |  |  |  |  |  |  |  |  |  |  |  |  |  |  |  |  |  |  |  |
|                                 |                                 |                                 |                                 | Margherita Tudor                | Margherita Tudor                | Margherita Tudor        | Margherita Tudor        | Margherita Tudor   | Margherita Tudor   |                    |                    |              |              |                          |                          |                          |                          |                          |                          | Enrico VIII d'Inghilterra  | Enrico VIII d'Inghilterra  | Enrico VIII d'Inghilterra  | Enrico VIII d'Inghilterra  | Enrico VIII d'Inghilterra  | Enrico VIII d'Inghilterra  |                          |                          |                          |                          |                          |                          |               |               |                 |                 |                 |                 | Maria Tudor     | Maria Tudor     | Maria Tudor      | Maria Tudor      | Maria Tudor      | Maria Tudor      |                   |                   |                   |                   |                   |                   |  |  |  |  |  |  |  |  |  |  |  |  |  |  |  |  |  |  |  |  |  |  |  |  |  |  |  |  |  |  |  |  |  |  |  |  |  |  |  |  |  |  |  |  |
|                                 |                                 |                                 |                                 | Margherita Tudor                | Margherita Tudor                | Margherita Tudor        | Margherita Tudor        | Margherita Tudor   | Margherita Tudor   |                    |                    |              |              |                          |                          |                          |                          |                          |                          | Enrico VIII d'Inghilterra  | Enrico VIII d'Inghilterra  | Enrico VIII d'Inghilterra  | Enrico VIII d'Inghilterra  | Enrico VIII d'Inghilterra  | Enrico VIII d'Inghilterra  |                          |                          |                          |                          |                          |                          |               |               |                 |                 |                 |                 | Maria Tudor     | Maria Tudor     | Maria Tudor      | Maria Tudor      | Maria Tudor      | Maria Tudor      |                   |                   |                   |                   |                   |                   |  |  |  |  |  |  |  |  |  |  |  |  |  |  |  |  |  |  |  |  |  |  |  |  |  |  |  |  |  |  |  |  |  |  |  |  |  |  |  |  |  |  |  |  |
|                                 |                                 |                                 |                                 |                                 |                                 |                         |                         |                    |                    |                    |                    |              |              |                          |                          |                          |                          |                          |                          |                            |                            |                            |                            |                            |                            |                          |                          |                          |                          |                          |                          |               |               |                 |                 |                 |                 |                 |                 |                  |                  |                  |                  |                   |                   |                   |                   |                   |                   |  |  |  |  |  |  |  |  |  |  |  |  |  |  |  |  |  |  |  |  |  |  |  |  |  |  |  |  |  |  |  |  |  |  |  |  |  |  |  |  |  |  |  |  |
| Giacomo V di Scozia             | Giacomo V di Scozia             | Giacomo V di Scozia             | Giacomo V di Scozia             | Giacomo V di Scozia             | Giacomo V di Scozia             | Margherita Douglas      | Margherita Douglas      | Margherita Douglas | Margherita Douglas | Margherita Douglas | Margherita Douglas |              |              | Maria I d'Inghilterra    | Maria I d'Inghilterra    | Maria I d'Inghilterra    | Maria I d'Inghilterra    | Maria I d'Inghilterra    | Maria I d'Inghilterra    | Elisabetta I d'Inghilterra | Elisabetta I d'Inghilterra | Elisabetta I d'Inghilterra | Elisabetta I d'Inghilterra | Elisabetta I d'Inghilterra | Elisabetta I d'Inghilterra | Edoardo VI d'Inghilterra | Edoardo VI d'Inghilterra | Edoardo VI d'Inghilterra | Edoardo VI d'Inghilterra | Edoardo VI d'Inghilterra | Edoardo VI d'Inghilterra |               |               | Frances Brandon | Frances Brandon | Frances Brandon | Frances Brandon | Frances Brandon | Frances Brandon | Eleonora Brandon | Eleonora Brandon | Eleonora Brandon | Eleonora Brandon | Eleonora Brandon  | Eleonora Brandon  |                   |                   |                   |                   |  |  |  |  |  |  |  |  |  |  |  |  |  |  |  |  |  |  |  |  |  |  |  |  |  |  |  |  |  |  |  |  |  |  |  |  |  |  |  |  |  |  |  |  |
| Giacomo V di Scozia             | Giacomo V di Scozia             | Giacomo V di Scozia             | Giacomo V di Scozia             | Giacomo V di Scozia             | Giacomo V di Scozia             | Margherita Douglas      | Margherita Douglas      | Margherita Douglas | Margherita Douglas | Margherita Douglas | Margherita Douglas |              |              | Maria I d'Inghilterra    | Maria I d'Inghilterra    | Maria I d'Inghilterra    | Maria I d'Inghilterra    | Maria I d'Inghilterra    | Maria I d'Inghilterra    | Elisabetta I d'Inghilterra | Elisabetta I d'Inghilterra | Elisabetta I d'Inghilterra | Elisabetta I d'Inghilterra | Elisabetta I d'Inghilterra | Elisabetta I d'Inghilterra | Edoardo VI d'Inghilterra | Edoardo VI d'Inghilterra | Edoardo VI d'Inghilterra | Edoardo VI d'Inghilterra | Edoardo VI d'Inghilterra | Edoardo VI d'Inghilterra |               |               | Frances Brandon | Frances Brandon | Frances Brandon | Frances Brandon | Frances Brandon | Frances Brandon | Eleonora Brandon | Eleonora Brandon | Eleonora Brandon | Eleonora Brandon | Eleonora Brandon  | Eleonora Brandon  |                   |                   |                   |                   |  |  |  |  |  |  |  |  |  |  |  |  |  |  |  |  |  |  |  |  |  |  |  |  |  |  |  |  |  |  |  |  |  |  |  |  |  |  |  |  |  |  |  |  |
|                                 |                                 |                                 |                                 |                                 |                                 |                         |                         |                    |                    |                    |                    |              |              |                          |                          |                          |                          |                          |                          |                            |                            |                            |                            |                            |                            |                          |                          |                          |                          |                          |                          |               |               |                 |                 |                 |                 |                 |                 |                  |                  |                  |                  |                   |                   |                   |                   |                   |                   |  |  |  |  |  |  |  |  |  |  |  |  |  |  |  |  |  |  |  |  |  |  |  |  |  |  |  |  |  |  |  |  |  |  |  |  |  |  |  |  |  |  |  |  |
| Maria Stuarda, regina di Scozia | Maria Stuarda, regina di Scozia | Maria Stuarda, regina di Scozia | Maria Stuarda, regina di Scozia | Maria Stuarda, regina di Scozia | Maria Stuarda, regina di Scozia | Enrico Stuart           | Enrico Stuart           | Enrico Stuart      | Enrico Stuart      | Enrico Stuart      | Enrico Stuart      | Carlo Stuart | Carlo Stuart | Carlo Stuart             | Carlo Stuart             | Carlo Stuart             | Carlo Stuart             |                          |                          |                            |                            |                            |                            | Giovanna Grey              | Giovanna Grey              | Giovanna Grey            | Giovanna Grey            | Giovanna Grey            | Giovanna Grey            | Caterina Grey            | Caterina Grey            | Caterina Grey | Caterina Grey | Caterina Grey   | Caterina Grey   | Maria Grey      | Maria Grey      | Maria Grey      | Maria Grey      | Maria Grey       | Maria Grey       |                  |                  | Margaret Clifford | Margaret Clifford | Margaret Clifford | Margaret Clifford | Margaret Clifford | Margaret Clifford |  |  |  |  |  |  |  |  |  |  |  |  |  |  |  |  |  |  |  |  |  |  |  |  |  |  |  |  |  |  |  |  |  |  |  |  |  |  |  |  |  |  |  |  |
| Maria Stuarda, regina di Scozia | Maria Stuarda, regina di Scozia | Maria Stuarda, regina di Scozia | Maria Stuarda, regina di Scozia | Maria Stuarda, regina di Scozia | Maria Stuarda, regina di Scozia | Enrico Stuart           | Enrico Stuart           | Enrico Stuart      | Enrico Stuart      | Enrico Stuart      | Enrico Stuart      | Carlo Stuart | Carlo Stuart | Carlo Stuart             | Carlo Stuart             | Carlo Stuart             | Carlo Stuart             |                          |                          |                            |                            |                            |                            | Giovanna Grey              | Giovanna Grey              | Giovanna Grey            | Giovanna Grey            | Giovanna Grey            | Giovanna Grey            | Caterina Grey            | Caterina Grey            | Caterina Grey | Caterina Grey | Caterina Grey   | Caterina Grey   | Maria Grey      | Maria Grey      | Maria Grey      | Maria Grey      | Maria Grey       | Maria Grey       |                  |                  | Margaret Clifford | Margaret Clifford | Margaret Clifford | Margaret Clifford | Margaret Clifford | Margaret Clifford |  |  |  |  |  |  |  |  |  |  |  |  |  |  |  |  |  |  |  |  |  |  |  |  |  |  |  |  |  |  |  |  |  |  |  |  |  |  |  |  |  |  |  |  |
|                                 |                                 |                                 |                                 |                                 |                                 |                         |                         |                    |                    |                    |                    |              |              |                          |                          |                          |                          |                          |                          |                            |                            |                            |                            |                            |                            |                          |                          |                          |                          |                          |                          |               |               |                 |                 |                 |                 |                 |                 |                  |                  |                  |                  |                   |                   |                   |                   |                   |                   |  |  |  |  |  |  |  |  |  |  |  |  |  |  |  |  |  |  |  |  |  |  |  |  |  |  |  |  |  |  |  |  |  |  |  |  |  |  |  |  |  |  |  |  |
|                                 |                                 | Giacomo I d'Inghilterra         | Giacomo I d'Inghilterra         | Giacomo I d'Inghilterra         | Giacomo I d'Inghilterra         | Giacomo I d'Inghilterra | Giacomo I d'Inghilterra |                    |                    |                    |                    |              |              | Arbella Stuart           | Arbella Stuart           | Arbella Stuart           | Arbella Stuart           | Arbella Stuart           | Arbella Stuart           |                            |                            |                            |                            |                            |                            |                          |                          |                          |                          |                          |                          |               |               |                 |                 |                 |                 |                 |                 |                  |                  |                  |                  | ebbe discendenza  | ebbe discendenza  | ebbe discendenza  | ebbe discendenza  | ebbe discendenza  | ebbe discendenza  |  |  |  |  |  |  |  |  |  |  |  |  |  |  |  |  |  |  |  |  |  |  |  |  |  |  |  |  |  |  |  |  |  |  |  |  |  |  |  |  |  |  |  |  |
|                                 |                                 | Giacomo I d'Inghilterra         | Giacomo I d'Inghilterra         | Giacomo I d'Inghilterra         | Giacomo I d'Inghilterra         | Giacomo I d'Inghilterra | Giacomo I d'Inghilterra |                    |                    |                    |                    |              |              | Arbella Stuart           | Arbella Stuart           | Arbella Stuart           | Arbella Stuart           | Arbella Stuart           | Arbella Stuart           |                            |                            |                            |                            |                            |                            |                          |                          |                          |                          |                          |                          |               |               |                 |                 |                 |                 |                 |                 |                  |                  |                  |                  | ebbe discendenza  | ebbe discendenza  | ebbe discendenza  | ebbe discendenza  | ebbe discendenza  | ebbe discendenza  |  |  |  |  |  |  |  |  |  |  |  |  |  |  |  |  |  |  |  |  |  |  |  |  |  |  |  |  |  |  |  |  |  |  |  |  |  |  |  |  |  |  |  |  |

### Ascendenza
|                                    |               |                          | Genitori                                |  |  | Nonni |  |  | Bisnonni        |  |  | Trisnonni      |  |
|                                    |               |                          |                                         |  |  |       |  |  | William Brandon |  |  | Robert Brandon |  |
|                                    |               |                          |                                         |  |  |       |  |  | William Brandon |  |  | Robert Brandon |  |
|                                    |               | Ada Calthorpe            |                                         |  |  |       |  |  | William Brandon |  |  |                |  |
| sir William Brandon                |               |                          |                                         |  |  |       |  |  | William Brandon |  |  |                |  |
|                                    |               | Elizabeth Wingfield      | Robert Wingfield                        |  |  |       |  |  |                 |  |  |                |  |
|                                    |               | Elizabeth Wingfield      | Robert Wingfield                        |  |  |       |  |  |                 |  |  |                |  |
|                                    |               | Elizabeth Wingfield      | Elizabeth Goushill                      |  |  |       |  |  |                 |  |  |                |  |
| Charles Brandon, I duca di Suffolk |               | Elizabeth Wingfield      |                                         |  |  |       |  |  |                 |  |  |                |  |
|                                    |               | Henry Bruyn              | Maurice Bruyn                           |  |  |       |  |  |                 |  |  |                |  |
|                                    |               | Henry Bruyn              | Maurice Bruyn                           |  |  |       |  |  |                 |  |  |                |  |
|                                    |               | Henry Bruyn              | Elizabeth Retford                       |  |  |       |  |  |                 |  |  |                |  |
| Elizabeth Bruyn                    |               | Henry Bruyn              |                                         |  |  |       |  |  |                 |  |  |                |  |
|                                    |               | Elizabeth Darcy          | Robert Darcy                            |  |  |       |  |  |                 |  |  |                |  |
|                                    |               | Elizabeth Darcy          | Robert Darcy                            |  |  |       |  |  |                 |  |  |                |  |
|                                    |               | Elizabeth Darcy          | Alice FitzLangley                       |  |  |       |  |  |                 |  |  |                |  |
| lady Frances Brandon               |               | Elizabeth Darcy          |                                         |  |  |       |  |  |                 |  |  |                |  |
|                                    | Edmondo Tudor | Owen Tudor               |                                         |  |  |       |  |  |                 |  |  |                |  |
|                                    | Edmondo Tudor | Owen Tudor               |                                         |  |  |       |  |  |                 |  |  |                |  |
|                                    | Edmondo Tudor | Caterina di Valois       |                                         |  |  |       |  |  |                 |  |  |                |  |
| Enrico VII d'Inghilterra           | Edmondo Tudor |                          |                                         |  |  |       |  |  |                 |  |  |                |  |
|                                    |               | lady Margaret Beaufort   | John Beaufort, I duca di Somerset       |  |  |       |  |  |                 |  |  |                |  |
|                                    |               | lady Margaret Beaufort   | John Beaufort, I duca di Somerset       |  |  |       |  |  |                 |  |  |                |  |
|                                    |               | lady Margaret Beaufort   | Margaret Beauchamp di Bletso            |  |  |       |  |  |                 |  |  |                |  |
| Maria Tudor                        |               | lady Margaret Beaufort   |                                         |  |  |       |  |  |                 |  |  |                |  |
|                                    |               | Edoardo IV d'Inghilterra | Riccardo Plantageneto, III duca di York |  |  |       |  |  |                 |  |  |                |  |
|                                    |               | Edoardo IV d'Inghilterra | Riccardo Plantageneto, III duca di York |  |  |       |  |  |                 |  |  |                |  |
|                                    |               | Edoardo IV d'Inghilterra | Cecily Neville                          |  |  |       |  |  |                 |  |  |                |  |
| Elisabetta di York                 |               | Edoardo IV d'Inghilterra |                                         |  |  |       |  |  |                 |  |  |                |  |
|                                    |               | Elisabetta Woodville     | Richard Woodville                       |  |  |       |  |  |                 |  |  |                |  |
|                                    |               | Elisabetta Woodville     | Richard Woodville                       |  |  |       |  |  |                 |  |  |                |  |
|                                    |               | Elisabetta Woodville     | Giacometta di Lussemburgo               |  |  |       |  |  |                 |  |  |                |  |
|                                    |               | Elisabetta Woodville     |                                         |  |  |       |  |  |                 |  |  |                |  |